# Майкл Фостер (футболіст)
Майкл Фостер (нар. 5 вересня 1985, Лае, Папуа Нова Гвінея) — папуаський футболіст, півзахисник клубу «Лае Сіті Двеллерз» та збірної Папуа Нової Гвінеї.

## Життєпис
Майкл Фостер народився 5 вересня 1985 року в місті Лае. З 2007 по 2008 року виступав у клубі «Гігіра Лайтепо Юнайтед», після чого перейшов до складу «Хекарі Юнайтед». В складі клубу виступав до 2010 року, за цей час став переможцем національного чемпіонату 2009/10 років. З 2011 по 2015 роки захиав кольори «Істерн Старз». У 2015 році перейшов до «Лае Сіті Двеллерз», кольори якого захищає й до сьогодні.

## Досягнення
- Національна Соккер Ліга ПНГ
  -  Чемпіон (1): 2009/10

- Кубок націй ОФК
  -  Фіналіст (1): 2016

## Голи за збірну
Станом на 8 червня 2016 року
| Но. | Дата            | Місце                                         | Кубок | Суперник           | Рахунок | Результат | Змагання                |
| --- | --------------- | --------------------------------------------- | ----- | ------------------ | ------- | --------- | ----------------------- |
| 1   | 3 вересня 2011  | Стад Боева, затока Буларі, Нова Каледонія     | 3     | Кірибаті           | 4–0     | 17–1      | Тихоокеанські ігри 2011 |
| 2   | 27 березня 2016 | Лоусон Тама, Хоніара, Соломонові Острови      | 9     | Соломонові Острови | 2–1     | 2–1       | Товариський матч        |
| 3   | 5 червня 2016   | Сер Джон Гайс, Порт-Морсбі, Папуа Нова Гвінея | 13    | Самоа              | 1–0     | 8–0       | Кубок націй ОФК 2016    |
| 4   | 5 червня 2016   | Сер Джон Гайс, Порт-Морсбі, Папуа Нова Гвінея | 13    | Самоа              | 3–0     | 8–0       | Кубок націй ОФК 2016    |
| 5   | 8 червня 2016   | Сер Джон Гайс, Порт-Морсбі, Папуа Нова Гвінея | 14    | Соломонові Острови | 1–0     | 2–1       | Кубок націй ОФК 2016    |